# Heinrich Würtenberger
Heinrich Würtenberger (* 16. Oktober 1852 in Dettighofen; † 16. Juli 1926 auf Schloss Eberstein, Obertsrot) war ein Landwirt, Gärtner, Heimatdichter und Ökonomierat.

## Leben
Heinrich Würtenberger war ein Sohn von Franz Joseph Würtenberger. Er besuchte die die Landwirtschaftliche Winterschule in Waldshut und erlernte den Gärtnerberuf. Früh verließ er die nähere Heimat und fand eine Anstellung auf dem Großherzoglichen Schlossgut Eberstein. Aufgrund seines Fleißes und seiner Fähigkeiten wurde er von Großherzog Friedrich I. mit 25 Jahren als Schlossverwalter eingesetzt. Er baute die Güter des Schlosses mustergültig zu einem „Schmuckkästchen“ aus. Er pflanzte Reben, Rosen und Obst an und kümmerte sich um die Viehzucht. Den umliegenden Landwirten half er aus, wo er konnte, und erteilte Rat. Er war zweiter Vorsitzender im Badischen Landwirtschaftsverein, darüber hinaus Mitglied im Landesobst- und Bienenzuchtverein, im Badischen Landwirtschaftsrat, in der Badischen Landwirtschaftskammer sowie im Deutschen Landwirtschaftsrat. Er hielt Vorträge und schrieb Aufsätze in Fachzeitschriften wie zum Beispiel im Landwirtschaftlichen Wochenblatt. In der Stube über dem Torbau von Schloss Eberstein befand sich Heinrich Würtenbergers Arbeitszimmer.  Hier besuchte ihn einst auch Wilhelm Oeftering. Mit 45 Jahren veröffentlichte er seine ersten Erzählungen unter dem Titel Für die Bauernstube. Es folgten zahlreiche weitere heimatbezogene Erzählungen aus dem badischen Volksleben. Er erhielt die Schriftleitung des Kalenders Der Landwirt und gestaltete diesen neu. Bekannt wurden die Figuren des „Kalendermanns mit dem Hund Schnappauf und der Katharine“. Aufgrund seiner Verdienste wurde er 1902 zum Großherzoglichen Ökonomierat ernannt. Im Alter von 73 Jahren verstarb er und wurde in Obertsrot bestattet.

## Werke
- Für die Bauernstube. 2 Bände, 1897
- Kalendergeschichten. 8 Erzählungen, 1920
- zahlreiche Artikel in Zeitschriften

## Familie
Heinrich Würtenberger war verheiratet und hatte vier Töchter. Seine Brüder waren Alexander Würtenberger (1854–1933), Heimatdichter und Rosenzüchter, und der Geologe Leopold Würtenberger.